# آنا كرسبو
آنا كرسبو (بالإسبانية: Ana Crespo)‏ هي عالمة أشنيات ‏ وأحيائية وعالمة نبات إسبانية، ولدت في 30 مارس 1948 في سانتا كروث دي تينيريفه في إسبانيا.